# Titularerzbistum Hierapolis in Phrygia
Hierapolis in Phrygia (ital.: Gerapoli di Frigia) ist ein Titularerzbistum der römisch-katholischen Kirche.
Es geht zurück auf einen untergegangenen Bischofssitz in der antiken Stadt Hierapolis in der kleinasiatischen Landschaft Phrygien (heute westliche Türkei), die in der Spätantike politisch der römischen Provinz Phrygia Pacatiana zugehörig war.
Das Titularbistum ist nicht zu verwechseln mit dem auf einen Bischofssitz im ebenfalls in Phrygien gelegenen Hieropolis in der spätantiken Provinz Phrygia Salutaris zurückgehenden Titularbistum Hieropolis.
| Titularerzbischöfe von Hierapolis in Phrygia |                                  |                                                                                                |                    |                    |
| Nr.                                          | Name                             | Amt                                                                                            | von                | bis                |
| 1                                            | Antonio de Alexandria OFM        |                                                                                                | 31. Juli 1346      | 25. Mai 1349       |
| 2                                            | Konrad Ströber OFM               | Weihbischof in Regensburg (Deutschland)                                                        | 26. August 1444    |                    |
| 3                                            | Baptista OP                      | Weihbischof in Ascoli Piceno (Italien)                                                         | 23. Januar 1450    |                    |
| 4                                            | Josse OP                         | Weihbischof in Regensburg (Deutschland)                                                        | 30. April 1453     |                    |
| 5                                            | Ulrich Aumayer OFM               | Weihbischof in Regensburg (Deutschland)                                                        | 23. Juli 1456      | 1. Juli 1468       |
| 6                                            | Jean Botin OSB                   |                                                                                                | 8. August 1464     |                    |
| 7                                            | Johann Ludwig von Windsheim OSA  | Weihbischof in Regensburg (Deutschland)                                                        | 3. August 1468     | 19. November 1480  |
| 8                                            | Goswin Haex von Loenhout OCarm   | Weihbischof in Utrecht (Niederlande)                                                           | 15. Mai 1469       | 31. März 1475      |
| 9                                            | Gillaume Thurin OP               |                                                                                                | 31. August 1478    |                    |
| 10                                           | Johann Schlecht OSA              | Weihbischof in Regensburg (Deutschland)                                                        | 10. September 1481 | 31. Juli 1500      |
| 11                                           | Guichard de Beysard OSA          | Weihbischof in Lyon (Frankreich)                                                               | 27. Januar 1496    | 1517               |
| 12                                           | Emmanuel                         |                                                                                                | 1497               |                    |
| 13                                           | Josse de Sillenen                | Altbischof von Sitten                                                                          | 30. August 1497    |                    |
| 14                                           | Lorenzo Pérez                    |                                                                                                | 1498               |                    |
| 15                                           | Peter Krafft                     | Weihbischof in Regensburg (Deutschland)                                                        | 1. Februar 1501    | 16. März 1530      |
| 16                                           | Jan Van Het Velde de Campo OCarm |                                                                                                | 7. Januar 1523     | 30. September 1528 |
| 17                                           | Andrew Whitmay OSA               | Weihbischof in Worcester (Deutschland)                                                         | 6. September 1525  | 15. September 1525 |
| 18                                           | Vincenzo Scevola OP              |                                                                                                | 21. Mai 1528       |                    |
| 19                                           | Andrés de Oviedo SJ              | Koadjutorpatriarch von Äthiopien (Äthiopien)                                                   | 23. Januar 1555    | 22. Dezember 1562  |
| 20                                           | Giovanni de Rocha SJ             | Koadjutorpatriarch von Äthiopien (Äthiopien)                                                   | 6. März 1623       |                    |
| 21                                           | Antonio Tasca                    |                                                                                                | 26. Dezember 1726  | 22. Dezember 1736  |
| 22                                           | Carlo Maria Lomellino            | emeritierter Bischof von Ajaccio (Königreich Frankreich)                                       | 18. April 1742     |                    |
| 23                                           | Daniel Murray                    | Koadjutorerzbischof von Dublin (Vereinigtes Königreich Großbritannien und Irland)              | 30. Juni 1809      | 11. Mai 1823       |
| 24                                           | Ramón Montero                    | Abt von San Ildefonso (Königreich Spanien)                                                     | 13. März 1826      | 25. Januar 1830    |
| 25                                           | Joseph-Auguste Chevalier MEP     | Apostolischer Vikar von Mysore (Britisch-Indien)                                               | 11. November 1873  | 25. März 1880      |
| 26                                           | Paul François Marie Goethals SJ  | Apostolischer Vikar von Westbengalen (Britisch-Indien)                                         | 3. Februar 1878    | 25. September 1886 |
| 27                                           | Francisco Mora y Borrell         | emeritierter Bischof von Monterey-Los Angeles (USA)                                            | 2. Mai 1896        | 3. August 1905     |
| 28                                           | Louis-François Sueur             | emeritierter Erzbischof von Avignon-Apt, Cavaillon, Carpentras, Orange und Vaison (Frankreich) | 1. Dezember 1908   | 7. Oktober 1914    |
| 29                                           | Celso Benigno Luigi Costantini   | Apostolischer Delegat in der Republik China                                                    | 22. Juli 1921      | 9. September 1922  |
| 30                                           | Louis Couppé MSC                 | emeritierter Apostolischer Vikar von Neupommern (Neuguinea)                                    | 18. Dezember 1925  | 20. Juli 1926      |
| 31                                           | Alban Goodier SJ                 | emeritierter Erzbischof von Bombay (Britisch-Indien)                                           | 1. Oktober 1926    | 13. März 1939      |
| 32                                           | Lorenzo Balconi PIME             | Generalsuperior des Päpstlichen Instituts für die auswärtigen Missionen (Italien)              | 3. August 1939     | 10. April 1969     |